# Methylfluorsulfonat
Methylfluorsulfonat (umgangssprachlich auch magic methyl) ist ein Methylierungsreagenz.

## Eigenschaften
Methylfluorsulfonat wird durch Destillation einer äquimolaren Mischung aus Fluorsulfonsäure und Dimethylsulfat erzeugt. Es ist um etwa vier Größenordnungen reaktiver als Methyliodid. In biologischen Geweben wirkt die Methylierung von Biomolekülen durch Methylfluorsulfonat akut toxisch (LC50 (Ratte) ~ 5 ppm), mutagen und erzeugt eine Reizung der Atemwege und ein Lungenödem.
| Eigenschaft                           | Wert           |
| ------------------------------------- | -------------- |
| Wasserstoffbrückenakzeptor            | 3              |
| Wasserstoffbrückendonor               | 0              |
| Octanol-Wasser-Verteilungskoeffizient | –0,3 ALogP     |
| Löslichkeit (log Solubility)          | –0,9 log mol/L |
| Polar Surface Area (PSA)              | 51,8 Å2        |